# امنیت (کلمه آلمانی)
اصطلاح Geborgenheit به معنی امنیت، در زبان آلمانی یک حالت امنیت و رفاه را توصیف می‌کند. امنیت چیزی بیش از امنیت، حفاظت و آسیب‌ناپذیری است. امنیت همچنین نماد نزدیکی، گرما، استراحت و آرامش است. این عبارت معمولاً غیرقابل ترجمه در نظر گرفته می‌شود، اما در هلندی و آفریقایی نیز وجود دارد، اما برای مثال در انگلیسی، فرانسوی و روسی وجود ندارد.
این کلمه در سال ۲۰۰۴ به عنوان بخشی از مسابقه بین‌المللی که توسط شورای زبان آلمانی و انستیتو گوته آغاز شد، به عنوان دومین کلمه زیبا در زبان آلمانی انتخاب شد. آناماریا موساکووا از اسلواکی به این دلیل که اصطلاحی معادل در زبان او وجود ندارد ارسال شد.
هانس موگل، روان‌شناس، امنیت را به عنوان یک احساس مرکزی در زندگی توصیف می‌کند. تعریف او شامل مفاهیم امنیت، آسایش، اعتماد، رضایت، پذیرش و عشق توسط دیگران است. روانشناسان و مربیان تجربه امنیت در دوران کودکی را برای رشد شخصیتی پایدار ضروری می‌دانند. علاوه بر این، امنیت یک نیاز اساسی برای بازی کودکان است.

## ادبیات
- هانس اولریش اهلبورن: امنیت. مشخصه هر آموزش، کلینخارت، باد هایلبرون 1986 ISBN 3-7815-0590-1
- هانس موگل: امنیت روان‌شناسی نگرش به زندگی، Springer Verlag 1995، ISBN 3-540-58527-3
- Kinseher Richard: Carried in Love and Light – دلیل مشترک شهود، دژاوو، فرشته نگهبان و تجربیات نزدیک به مرگ. هیئت مدیره، ۲۰۰۶، ISBN 3-8334-5196-3

## لینک‌های وب
- مهم‌ترین چیز برای کودک: عشق و امنیت
- تحقیقات بین‌المللی بین‌فرهنگی در مورد سیستم حیاتی امنیت در انسان (از سال ۱۹۹۶)